# George Takei
George Hosato Takei (Los Angeles, 20. travnja, 1937.), američki je glumac japanskog podrijetla.

## Vanjske poveznice
- George Takei na IMDb-u